# Toponimi tupi-guaraní in Brasile
I toponimi tupi-guaraní sono quelli che provengono da una delle lingue della famiglia tupi-guaraní, più notoriamente il tupi antico, o semplicemente tupi. Questa lingua generò la grande maggioranza dei toponimi brasiliani di origine indigena.
Tali toponimi si possono dividere in due categorie: spontanei e artificiali. I primi sono più antichi, e furono attribuiti in modo naturale dagli indigeni o dai colonizzatori che parlavano il tupi (all’epoca nacque la língua geral, un idioma franco derivato dal tupi e ampiamente utilizzato anche dagli europei). I secondi sono in genere più recenti, e furono creazioni originali, cioè furono inventati da qualcuno o da un gruppo di persone in un'epoca in cui non si parlava più il tupi antico. Il filologo Eduardo Navarro classifica i toponimi artificiali come adeguati — quelli che rispettano la grammatica tupi e designano luoghi in cui si parlava tale lingua — o inadeguati, che non osservano almeno uno di detti criteri.
Un'altra possibile classificazione è quella per antichità: dai toponimi creati non molti decenni fa (quelli artificiali) a quelli di origine preistorica, cioè precedenti all’arrivo degli europei in Brasile. Questi ultimi sono menzionati nei primi testi coloniali, come il resoconto di Hans Staden sulla loro cattura da parte di indigeni che avevano pochi contatti, o nessun contatto, con i colonizzatori. Pertanto, nomi come Itanhaém, Bertioga, Ubatuba - tutti citati nel testo di Staden - non possono essere stati creati dagli europei.
Per comprendere i toponimi nell'antico tupi, è necessario avere una certa conoscenza della grammatica della lingua. La maggior parte dei toponimi è composta, cioè è formata da più di una parola. Questa nuova parola avrà la funzione di sostantivo. Pertanto, ypiranga (“fiume rosso”), in tupi, forma un'unità concettuale, essendo un sostantivo come un altro. In tupi esistono due forme di composizione: le composizioni con relazione genitiva e le composizioni attributive (vedi immagini). La comprensione di questi due tipi di composizione permette di capire la maggior parte dei toponimi di origine tupi.

## Tipi di toponimi
I toponimi seguono schemi morfologici che possono essere riassunti nei seguenti sei casi (secondo Navarro). Di essi, i più importanti sono le composizioni con relazione genitiva e le composizioni attributive (punti 2 e 3 dell'elenco). La loro comprensione è importante anche per intendere gli altri casi (come il 3 e il 6).
I toponimi possono essere:
1. Sostantivi semplici
2. Composizioni con relazione genitiva (sostantivo + sostantivo)
3. Composizioni attributive (sostantivo + aggettivo)
4. Composizioni con la posposizione -pe
5. Nomi nel grado accrescitivo (di maggioranza) o diminutivo (di minoranza)
6. Sostantivo + verbo + suffisso -ab(a).

### Sostantivo semplice
In primo luogo, i toponimi possono essere anche solo sostantivi semplici:

Sostantivi semplici
Avaré: in tupi, abaré (padre significa sostanzialmente "sacerdote", in portoghese moderno)

### Composizioni con relazione genitiva (sostantivo + sostantivo)
Quasi tutti i toponimi che non sono semplici sono composizioni. Queste possono essere di due tipi: composizioni genitive e composizioni attributive.
In tupi, la relazione genitiva si verifica quando due sostantivi sono collocati di seguito in modo da dare l'idea di possesso, origine o appartenenza. I termini vanno disposti in ordine invertito rispetto a quel che sarebbe normale in portoghese. È inoltre necessario aggiungere la preposizione de (corrispondente alla nostra "di"), (o le sue varianti: da, do, das, dos, che equivalgono alle nostre articolate "della, del" eccetera) tra i termini. È importante ricordare che nel tupi non esiste flessione quanto al numero. Pertanto, arara può essere tradotto come "pappagallo ara" o "pappagalli ara".

Composizioni con relazione genitiva: i termini sono invertiti
Jaguari: îagûara + 'y ("fiume dei giaguari")
Indaiatuba: indaîá + tyba

Un sostantivo che si trova spesso in questo tipo di composizione è tyba, che in portoghese può essere reso con TIBA, TUBA, TIBI, DUBA, DUVA, tra gli altri. Questo sostantivo significa "raduno". Pertanto, indaiatuba significa "raduno di indaiás", o anche "indaiazal", se fosse possibile parlare in questo modo. (In quest'ultimo caso, tyba sarebbe inteso come un suffisso, come in guaranì).

### Composizioni attributive (sostantivo + aggettivo)
Quando la composizione contiene un aggettivo, si dice composizione attributiva. In tali casi, non c'è inversione dei termini: le parole sono disposte nell'ordine in cui apparirebbero in portoghese, con la differenza che in tupi sono giustapposte (scritte insieme) e sono considerate un'unica parola; cioè, obbediscono alle stesse regole di qualsiasi sostantivo.

Composizioni attributive: non cè inversione dei termini
Botucatu: ybytyra + katu, passando per botura in língua geral ("buona lama")
Paramirim: pará + mirĩ ("fiume piccolo")

Le composizioni attributive spesso prendono il suffisso -a, chiamato "suffisso sostantivizzatore" (che trasforma il verbo o l'aggettivo in sostantivo). In tupi, tutti i sostantivi terminano con una vocale. Se la parola da sostantivare termina in consonante, si deve aggiungere il suffisso sostantivizzatore alla fine.

Composizioni attributive con suffisso sostantivizzatore
Itaporanga: itá + porang + -a ("bella pietra")
Uberaba: 'y + berab + -a ("acque luminose")

Come si può notare, il suffisso non fa parte dell'aggettivo, ma appartiene alla composizione nel suo complesso ("bello" è porang, non poranga; quest'ultimo significa "bellezza"). Il suffisso sostantivizzatore è presente solo nelle composizioni attributive (poiché i sostantivi terminano sempre con una vocale, una composizione con due sostantivi termina necessariamente con una vocale).

### Composizioni con la posposizione-pe
Sia le composizioni genitive sia quelle attributive possono avere la posposizione -pe, che significa "in" o "per". Tuttavia, almeno nella toponomastica brasiliana, la stragrande maggioranza delle composizioni che prendono -pe sono quelle con  relazione genitiva.
Le posposizioni in tupi svolgono la stessa funzione delle preposizioni in portoghese, con l'unica differenza che vengono dopo il termine retto. A volte la postposizione -pe viene resa in portoghese con -be:

Composizioni con la posposizione -pe
Sergipe: seri + îy (leia-se: gi) + -pe ("nel fiume dei siri"). Nel Nordeste c'è un caso di variazione linguistica. Mentre nel resto della costa brasiliana la parola per fiume è "y", nel Nordeste è "îy".
Capibaribe: kapibara + 'y + -pe ("nel fiume dei capivara"). A volte, il morfema -pe viene reso con "-be" in portoghese.

Esistono diverse ipotesi per la presenza di questa posposizione nel nome di così tanti toponimi in Brasile. Tuttavia, non esiste una spiegazione definitiva. Il filologo Eduardo Navarro sostiene che questi toponimi sono stati creati dagli stessi indigeni e sono tra i più antichi del Brasile, e potrebbero addirittura essere di origine preistorica, cioè precedenti alla "scoperta ufficiale" del Brasile da parte degli europei. Tuttavia, non sappiamo perché gli indigeni abbiano inserito il morfema -pe alla fine dei loro nomi. Si tratta di un fenomeno grammaticale che non conosciamo con certezza, poiché questa funzione della posposizione -pe non è stata descritta da nessun grammatico tupi.

### Toponimi con suffissi accrescitivi (-guaçu) o diminutivi (-ĩ)
I gradi del sostantivo (accrescitivo e diminutivo) si costruiscono con i suffissi '-'ĩ o -'i, per il diminutivo, e '-gûasu, -ûasu ou -usu per l'accrescitivo.

Sostantivi nei gradi accrescitivo e diminutivo
Iguaçu: 'y + gûasu: rio grande, o "riozão" ("fiume grande")
Itaim Bibi: itá + -'ĩ ("ciottoli")

Il suffisso -ûasu, almeno in questi casi, si comporta come un aggettivo. Pertanto, Iguaçu può essere considerato un caso di composizione attributiva, anche se non è il più tipico. -Iguaçu non è un aggettivo perché non può essere usato in senso predicativo. In altre parole, non si può dire 'y i gûasu: "il fiume è grande". Si può solo dire 'ygûasu: "grande fiume".
Il suffisso -'ĩ si usa per formare il grado diminutivo. Non va confuso con mirĩ, che è un aggettivo (vedi Paramirim sopra).

### Sostantivo + verbo + suffisso -ab(a)
È l'unico tipo di toponimo che contiene un verbo (o, più precisamente, che è formato a partire da un verbo). Segue il seguente schema:
- Sostantivo + verbo con suffisso -ab (che forma un sostantivo) + suffisso -a.

Il suffisso -ab(a) forma i cosiddetti deverbali, cioè sostantivi derivati da verbi. Hanno vari significati. Nei toponimi, a causa del contesto in cui vengono utilizzati, significano "luogo di".

Composizioni con il suffisso -ab(a)
Piracicaba: in tupi: pirá sykaba. Arrivare è syk. Luogo di arrivo (o, più letteralmente, luogo di arrivare) è syk-aba. Quest'ultimo termine è in relazione genitiva con pirá. Significato complessivo: "luogo di arrivo dei pesci".
Pindamonhangaba: in tupi: pindá  monhangaba. Fare è monhang. Il luogo del fare è monhang-aba. Quest'ultimo termine è in relazione genitiva con pindá, gancio. Significato complessivo: "luogo del fare ganci".

Questo tipo di toponimo può essere inteso come una semplice relazione genitiva, del tipo sostantivo + sostantivo, in cui uno dei termini contiene il suffisso -ab(a). Vale la pena notare che non tutti i toponimi che terminano in -aba contengono il suffisso in questione. Uberaba, ad esempio, è l'unione di 'y, acqua, e berab, luminoso, chiaro, più il suffisso -a, che significa "acque chiare, luminose".

## Elenco di toponimi
Di seguito un elenco di parole in tupi antico. Questo glossario, assieme alla conoscenza delle composizioni in tupi (giusta quanto esposto supra), permetterà al lettore di comprendere i toponimi presentati. Non vengono spiegate le parole il cui significato (per un lusofono) è ovvio, come arara ("pappagallo ara").
- -a – suffisso sostantivizzatore (vedi grammatica)
- atã – duro
- berab – brillante
- gûasu – grande
- gûyrá – uccello
- gûyrátinga – airone (lett. uccello bianco)
- itá – pietra
- katu – bene
- mirĩ – piccolo
- oby – verde o blu
- oka – casa
- panem – senza valore, giallo
- pará – grande fiume
- -pe – in, per (vedi grammatica)
- peb – piatto, piano
- pirá – pesce
- pirang – rosso
- pytang – colore pastello, schiarito
- sunung – risuonante
- taba – villaggio
- ting – bianco, chiaro
- tyba – raduno
- un – nero, scuro
- -usu – uguale a gûasu
- y – acqua o fiume
- yby – terra
- ybyrá – legno, albero

La fonte dei seguenti toponimi è il  Dicionário de Tupi Antigo (2013), del tupinologo Eduardo Navarro.
| Nome            | Significato                                                                                  | Nome                          | Significato                                                              |
| --------------- | -------------------------------------------------------------------------------------------- | ----------------------------- | ------------------------------------------------------------------------ |
| Abaeté (lagoa)  | terribile, orribile                                                                          | Itaquera                      | pietra dormiente, asilo di pietra                                        |
| Abatiá          | chicco di mais                                                                               | Itararé                       | flusso che scorre sopra o sotto una roccia                               |
| Andaraí         | fiume dei pipistrelli                                                                        | Itatiaia                      | pietra piena di punte                                                    |
| Aracaju         | anacardo degli ara                                                                           | Itatiba                       | raccolta di pietre                                                       |
| Araçatuba       | raccolta di araçá (una specie di piante)                                                     | Itumbiara                     | sentiero delle cascate, via dell'acqua                                   |
| Araraquara      | tana dei pappagalli ara o degli arará (varietà di formica alata bianca, simile alla termite) | Iturama                       | regione delle cascate                                                    |
| Araruama        | luogo dove gli ara bevono l'acqua                                                            | Jericoacoara                  | tane delle tartarughe                                                    |
| Atibaia         | peli cresciuti che gli indiani avevano sopra le orecchie                                     | Ji-Paraná                     | fiume delle asce                                                         |
| Avaré           | sacerdote                                                                                    | Mandaguari                    | specie di ape                                                            |
| Bariri          | cosa che trema, cioè corrente fluviale veloce in un tratto di grande dislivello              | Manhuaçu                      | grandi distese di fango                                                  |
| Barueri         | fiore rosso                                                                                  | Manhumirim                    | piccoli arbusti del cotone                                               |
| Bauru           | cestino di frutta                                                                            | M'Boi Mirim                   | piccolo serpente                                                         |
| Botucatu        | buona lama                                                                                   | Pará                          | fiume grande                                                             |
| Butantã         | terreno molto duro                                                                           | Paraíba                       | fiume cattivo                                                            |
| Caçapava        | luogo per attraversare la foresta                                                            | Paraibuna                     | fiume cattivo e scuro                                                    |
| Caraguatatuba   | raccolta di gravatá                                                                          | Paraitinga                    | fiume limpido e cattivo                                                  |
| Catanduva       | raccolta di foresta dura, cioè cerrado                                                       | Paraná                        | fiume                                                                    |
| Curitiba        | raccolta di pini                                                                             | Paranaguá                     | cala marina                                                              |
| Embu-Guaçu      | serpente grande                                                                              | Paranapanema                  | Paranapanema è un fiume cattivo, poco redditizio e difficile da navigare |
| Guararema       | gallesia integrifolia                                                                        | Pavuna                        | laguna scura                                                             |
| Guaratinguetá   | molti ardeidi                                                                                | Pejuçara                      | lunga strada                                                             |
| Ibirapuera      | vecchi alberi                                                                                | Pindamonhangaba               | luogo in cui si fabbricano ami da pesca                                  |
| Iguaçu          | fiume grande                                                                                 | Piracicaba                    | punto di arrivo dei pesci                                                |
| Iguatemi        | fiume delle canoe in secco                                                                   | Pirassununga                  | abbondanza di pesci                                                      |
| Indaiatuba      | raccolta di indaiás                                                                          | Ponta Porã                    | bella punta                                                              |
| Ipanema         | fiume giallo, sfortunato, sfortunato, senza pesce                                            | Saquarema                     | lumache puzzolenti                                                       |
| Ipiranga        | fiume rosso                                                                                  | Sorocaba                      | lacerazione (della terra)                                                |
| Itabira         | roccia sollevata                                                                             | Suarão (spiaggia di Itanhaém) | Sirio                                                                    |
| Itaboraí        | fiume delle pietre lucenti                                                                   | Tabapuã                       | villaggio rotondo                                                        |
| Itaim           | masso                                                                                        | Taguatinga                    | argilla gialla chiara                                                    |
| Itaipu          | fiume rumoroso di pietre                                                                     | Tatuapé                       | percorso degli armadilli                                                 |
| Itamarati       | fiume delle piccole pietre                                                                   | Taubaté                       | pietre alte                                                              |
| Itacoatiara     | pietra dipinta                                                                               | Tijuca                        | palude, pozza, acqua putrida                                             |
| Itajaí          | fiume delle pietre emergenti                                                                 | Ubatuba                       | raccolta di canas-ubás, o raccolta di canoe                              |
| Itanhaém        | bacino di pietra (allusione a un aspetto del rilievo fluviale della regione)                 | Uberaba                       | acqua chiara                                                             |
| Itapetinga      | pietra bianca, pietra piatta bianca                                                          | Uiraúna                       | uccelli neri                                                             |
| Itapeva         | pietra piatta (lastra)                                                                       | Votorantim                    | collina appuntita                                                        |
| Itaporanga      | bella pietra                                                                                 | Votuporanga                   | bella collina                                                            |
| Itaquaquecetuba | raccolta di taquara-faca                                                                     |                               |                                                                          |

## Classificazione dei toponimi per antichità
I toponimi di origine tupi coprono un arco di tempo molto lungo: ci sono quelli antichi, addirittura precedenti all'arrivo di Cabral, e quelli creati solo pochi decenni fa. La classificazione e gli esempi che seguono sono stati forniti da Navarro.
| Categoria                                        | Descrizione | Esempi                                          |
| ------------------------------------------------ | --- | ----------------------------------------------- |
| a) Toponimi anteriori alla scoperta del Brasile. | Questi sono stati attribuiti dagli stessi indigeni e sono principalmente incentrati sulla costa del Brasile. Sono stati registrati dai primi cronisti e viaggiatori che hanno navigato lungo la costa nel XVI secolo. Pertanto, questi nomi non possono essere una creazione del colonizzatore, ma piuttosto una creazione indigena di origine preistorica, poiché esistevano già prima di qualsiasi contatto significativo con gli europei. | Piratininga, Bertioga, Itanhaém, Paraguaçu      |
| b) Toponimi del XVI secolo.                      | Situati principalmente sulla costa, furono attribuiti sia da nativi, sia da colonizzatori e meticci, che parlavano tutti il tupi. | ...                                             |
| c) Toponimi del XVII e XVIII secolo.             | Questi toponimi sono stati attribuiti da bandeirantes e missionari a mano a mano che la colonizzazione si spostava verso l'interno e le lingue generali si sviluppavano dall'antico tupi. | Uberaba, Cuiabá, Curitiba                       |
| d) Toponimi del XIX e XX secolo.                 | Molti dei nomi apparsi nel XIX secolo hanno origine nel nheengatu, uno sviluppo storico della lingua amazzonica generale (che, a sua volta, era uno sviluppo dell'antico Tupi). Nel XX secolo, con l'interiorizzazione del Paese (nell'ovest di San Paolo, Minas Gerais, Mato Grosso, ecc.), sono stati creati molti nuovi nomi. Secondo Navarro, "questi nomi non hanno nulla a che vedere con la presenza di gruppi indigeni della famiglia tupi-guarani o con le bandeira, ma sono stati attribuiti da ingegneri, topografi, agricoltori, che hanno accompagnato l'espansione dei fronti pionieristici nella prima metà del [XX] secolo" . I toponimi artificiali (vedi sezione seguente) rientrano in questa categoria. | Nhandeara, Potirendaba, Ibirá, Tangará da Serra |

## Toponimi artificiali
I toponimi possono essere classificati in spontanei e artificiali. Questi ultimi si suddividono in artificiali adatti e non adatti.
Non tutti i toponimi sono sorti spontaneamente. Molti sono creazioni artificiali, frutto della fantasia di uno o più tupinologi che hanno creato il nome di un determinato luogo. Questo fenomeno si verifica spesso nello Stato di São Paulo, dove i nomi artificiali sono stati creati generalmente nel XX secolo (in altre parole, secoli dopo che si era smesso di parlare l'antico tupi).
Secondo Eduardo Navarro, i toponimi artificiali possono essere adeguati o inadeguati. Quelli adeguati sono quelli che sono grammaticalmente corretti e descrivono correttamente una caratteristica (di solito geografica) della città o del luogo che designano. Quelli inadeguati sono scorretti in questo senso. Possono anche essere toponimi tupi in regioni in cui non si parlava upi.
Ad esempio, il toponimo Pirangi è inappropriato perché è una combinazione errata dei termini y, fiume, e pirang, rosso. In una composizione attributiva (vedi grammatica), l'aggettivo viene dopo, non prima. La parola corretta, quindi, sarebbe “Ipiranga”.
| Esempio         | Etimologia (NAVARRO)                           |
| --------------- | ---------------------------------------------- |
| Aiquara (BA)    | a'y + kûara: tana pigra                        |
| Abaiara (CE)    | abá + îara: il signore degli uomini            |
| Paratinga (BA)  | pará + ting + -a: fiume bianco                 |
| Ubatã (BA)      | 'yba + atã: albero duro                        |
| Sapiranga (RS)  | arasá + pirang + -a: araçá rossi               |
| Itajá (RN)      | itá + îá: affollamento di pietre               |
| Andirá (PR)     | andyrá: pipistrelli                            |
| Abaetetuba (PA) | abaeté + tuba: incontro di uomini molto validi |
| Acajutiba (BA)  | akaîu + tyba: raccolta di alberi di anacardio  |

La stragrande maggioranza dei toponimi artificiali è adeguata, ma ce ne sono alcuni che sono inadeguati. Come già detto, i toponimi inadeguati possono essere di due tipi: linguisticamente inadeguati (perché violano la grammatica tupi) o geograficamente inadeguati (nomi attribuiti a luoghi in cui non si è mai parlato l'antico tupi).
| Esempio                                                          | Etimologia            | Motivo dell'inadeguatezza (secondo NAVARRO) |
| ---------------------------------------------------------------- | --------------------- | --- |
| Jaguariúna (SP)                                                  | îagûar + 'y + un + -a | Il nome è grammaticalmente corretto, ma significa "fiume del giaguaro nero". Per dire "fiume del giaguaro nero", il nome corretto sarebbe "Jaguaruní".                                                                                                   |
| Pirangi (SP)                                                     | pirang + 'y***        | Fiume rosso. Il nome viola le regole di composizione in tupi. Le composizioni attributive (vedi immagine nell'introduzione) non consentono l'inversione dei termini. Pertanto, il nome corretto sarebbe "Ipiranga".                                      |
| Itaporanga (PB)                                                  | itá + porang + -a.    | Anche se grammaticalmente corretto, il nome fu dato a un luogo dove vivevano indigeni del tronco macro-jê che parlavano quindi una lingua molto diversa dal tupi.                                                                                        |
| Itacajá (TO)                                                     | itá + kaîá.           | Nome grammaticalmente corretto, ma con un significato assurdo: cajá di pietra (cajá è un frutto). Inoltre, il nome è anche geograficamente inappropriato perché è stato dato a un luogo dove non si è mai parlato il tupi o una lingua da esso derivata. |
| *** = etimologie che contengono alcune scorrettezze grammaticali |                       | |